# Allée couverte de Copierres
L'allée couverte de Copierres, appelée aussi dolmen Vieille Cote, est située sur le territoire de la commune de Montreuil-sur-Epte dans le département du Val-d'Oise.

## Historique
L'édifice fut découvert par le préhistorien Émile Collin en ramassant des silex lors d'une prospection sur le terrain. Colin en entreprit la fouille et en publia deux brefs rapports. L'édifice fut classé au titre des monuments historiques le 7 mai 1895. En 1906, Adrien de Mortillet en publia un rapport détaillé.

## Description
L'allée couverte a été édifiée sur un coteau à 118 m d'altitude. Elle est orientée ouest-nord-ouest / est-sud-est dans le sens de la pente, l'entrée ouvrant à l'ouest-nord-ouest. Elle a été taillée dans le sous-sol calcaire. Son architecture est peu commune : la chambre est composée de trois parties construites différemment, comme autant de parties rajoutées bout à bout, il n'y a pas d'antichambre et l'entrée est d'un type unique en son genre. « En plusieurs endroits, les parois sont constituées d'une double épaisseur d'orthostates se chevauchant latéralement ».
La chambre mesure environ 15,30 m de longueur. Sa largeur varie de 2,12 m au fond à 1,40 m à l'entrée, pour une hauteur comprise entre 2,15 m au fond et 0,60 m à l'entrée. Le chevet est constitué d'une unique et grande dalle (2,15 m de hauteur sur 2,40 m de largeur). En partant du chevet, les côtés sont délimités pour le premier tronçon, sur une longueur d'environ 7,50 m, par des orthostates bien alignés, sept côté nord, six côté sud, d'une hauteur moyenne de 2 m, dont la surface intérieure est lisse. Dans le second tronçon, sur les 5 m suivant, les dalles supports sont moins bien alignées et leur hauteur diminue progressivement (1,15 m en moyenne). Sur ces deux parties, les intervalles entre dalles ont été bouchés par des plaquettes empilées. Le dernier tronçon est délimité par des murs en plaquettes de calcaire (0,60 m de hauteur en moyenne) finissant en demi-cercle près de l'ouverture sous une table de couverture épaisse de 0,40 m. 
Le sol de l'allée a été dallé sur toute sa longueur. Une seule table de couverture, celle de l'entrée, était encore en place, les autres étaient tombées dans l'allée ou furent enlevées à une époque antérieure. Bien que le rapport de fouille ne mentionne aucun tumulus c'est l'émergence d'un tertre au milieu du terrain qui attira l'attention d'Émile Collin. 

## Vestiges archéologiques
La chambre contenait un conglomérat très compact englobant de nombreux ossements sans ordre apparent hormis les os longs qui étaient entassés le long des parois. 14 crânes purent être récupérés. 11 fragments de crâne portaient des traces de trépanations. Deux couches archéologiques ont pu être distinguées : une couche archéologique d'époque néolithique et une couche supérieure gallo-romaine concentrée vers le milieu de l'allée. 
Le mobilier funéraire a principalement été retrouvé dans les trois derniers mètres du fond de la chambre. Les objets en silex se composent de nombreuses lames, grattoirs, retouchoirs, perçoirs, d'un tranchet, d'une quinzaine d'éclats et de nombreuses pointes de flèches (23 tranchantes, 1 à pédoncule et ailerons) dont la plupart furent retrouvées groupées. Les outils en os correspondent à un poinçon finement poli, deux bois de cerf ayant servi de manche d'outil et six rondelles crâniennes. Les éléments de parure sont nombreux et variés : hache-amulette en jadéite ou schiste, petites plaquettes de schiste percées, perles (1 en calcite, 24 discoïdes colorées en rouge), fragments de bracelet en schiste, 17 canines percées (canidés et félidés), 2 coquillages du type cypraea, 2 perles en cuivre ou bronze (1 biconique, 1 cylindrique). 
Plus d'une cinquantaine de tessons d'une poterie grossière, mal cuite, de couleur rougeâtre ou noirâtre, tessons à rebords ou de fonds de plats ont été assimilés à la culture Seine-Oise-Marne.